# Enrico Delprato
Enrico Delprato (Bergamo, 10 novembre 1999) è un calciatore italiano, difensore e  capitano del Parma.

## Biografia
Nato a Bergamo, è figlio dell'ex calciatore e allenatore Ivan Del Prato. La diversa grafia del cognome è dovuta a un'incomprensione anagrafica emersa solamente quando Enrico era adolescente, ragione per cui all'inizio della carriera veniva riportato come "Del Prato".

## Caratteristiche tecniche
Giocatore molto duttile, di ruolo difensore, può essere impiegato sia come difensore centrale che come terzino destro. Si distingue in campo per il suo carisma e per la sua Leadership.

## Carriera

### Club

#### Gli inizi, prestiti a Livorno e Reggina
Dopo aver giocato nelle giovanili di alcune squadre dilettantistiche bergamasche (Seriate e Grassobbio), nel 2006, all'età di 7 anni, entra nel settore giovanile dell'Atalanta, nel quale compie tutta la trafila fino alla formazione Primavera. Rimane in Primavera fino alla stagione 2018-2019, giocata come "fuoriquota", nella quale vince il campionato di categoria. Viene anche convocato in prima squadra durante la stagione, senza mai esordire in campionato o in Coppa Italia.
Il 13 luglio 2019 viene ceduto in prestito al Livorno, in Serie B. Esordisce tra i professionisti il 24 agosto 2019, a 19 anni, entrando nel secondo tempo della partita della prima giornata di campionato persa 1-0 in trasferta contro la Virtus Entella. Il 3 marzo del 2020 segna la sua prima rete in carriera, nella partita che il club labronico pareggia in casa per 2-2 contro il Frosinone. Finisce con 33 presenze il campionato con il Livorno.
Terminato il prestito, l'11 settembre 2020 l'Atalanta lo cede nuovamente in prestito in Serie B, questa volta alla Reggina, dove totalizza 26 presenze nel campionato cadetto, senza andare in rete.

#### Parma
Dopo un'intera estate nelle trafile dei bergamaschi, il 31 agosto 2021 viene ceduto in prestito al Parma, appena retrocesso in Serie B. Ritenuti in estate tra i favoriti per la vittoria finale, i ducali conducono un anonimo campionato di metà classifica, senza mai dare l'impressione di poter competere per la promozione in Serie A. Le prestazioni di Delprato, distintosi per spirito di sacrificio e duttilità, sono tra le poche note liete di una stagione travagliata, tanto da convincere il Parma a riscattare il terzino.
Nella stagione 2022-2023 il Parma arriva quarto in campionato, ma perde la semifinale playoff contro il Cagliari, restando ancora in cadetteria. Ormai Delprato diventa un punto di riferimento per la difesa gialloblù. Invece, la Serie B 2023-2024 viene stravinta dai parmigiani, che tornano in Serie A dopo tre anni d'assenza. In quest'annata, Delprato, leader dello spogliatoio, diviene ufficialmente capitano dei ducali a soli 23 anni, data personalità che trasmette.
Il 24 agosto 2024 esordisce in massima serie coi parmensi nella sfida vinta 2-1 contro il Milan. Sette giorni dopo, in occasione della sconfitta contro il Napoli, si ritrova a giocare come portiere in occasione dell'espulsione del titolare Zion Suzuki, dato che i cambi erano terminati: in quel momento il Parma conduceva per 1-0 al Maradona, ma i partenopei ribalteranno poi lo svantaggio nel recupero, vincendo 2-1 in rimonta. Il 16 settembre segna la sua prima rete in Serie A portando in vantaggio i ducali nella gara casalinga, al Tardini, contro l'Udinese, persa poi in rimonta per 3-2. Titolare inamovibile, è fondamentale per la salvezza del Parma (sedicesimo posto finale), ottenuta matematicamente all'ultima giornata, nella vittoria per 3-2 (in rimonta da un 2-0) in trasferta contro l'Atalanta. Chiude la sua prima stagione in Serie A con 34 presenze e 4 reti contro (oltre a quella già citata contro l'Udinese) Juventus (pareggio 2-2), Lazio (vittoria 3-1) e Milan (sconfitta 3-2).

### Nazionale
Con la nazionale Under-19 nel 2018 ha disputato l'Europeo Under-19 in Finlandia, concluso al secondo posto.
Nel 2019 viene convocato per il Mondiale Under-20 in Polonia, chiuso al quarto posto.
Il 6 settembre 2019 esordisce con la nazionale Under-21, guidata dal neo CT Paolo Nicolato, giocando titolare nella partita amichevole contro la Moldavia under 21 vinta 4-0 a Catania.
Nel 2021 partecipa da titolare all'Europeo Under-21, nel quale l'Italia viene eliminata ai quarti di finale dal Portogallo under 21.

## Statistiche

### Presenze e reti nei club
Statistiche aggiornate al 25 maggio 2025.
| Stagione        | Squadra         | Campionato      | Campionato | Campionato | Coppe nazionali | Coppe nazionali | Coppe nazionali | Coppe continentali | Coppe continentali | Coppe continentali | Altre coppe | Altre coppe | Altre coppe | Totale | Totale |
| Stagione        | Squadra         | Comp            | Pres       | Reti       | Comp            | Pres            | Reti            | Comp               | Pres               | Reti               | Comp        | Pres        | Reti        | Pres   | Reti   |
| --------------- | --------------- | --------------- | ---------- | ---------- | --------------- | --------------- | --------------- | ------------------ | ------------------ | ------------------ | ----------- | ----------- | ----------- | ------ | ------ |
| 2019-2020       | Livorno         | B               | 33         | 1          | CI              | 0               | 0               | -                  | -                  | -                  | -           | -           | -           | 33     | 1      |
| 2020-2021       | Reggina         | B               | 26         | 0          | CI              | 2               | 0               | -                  | -                  | -                  | -           | -           | -           | 28     | 0      |
| 2021-2022       | Parma           | B               | 34         | 1          | CI              | -               | -               | -                  | -                  | -                  | -           | -           | -           | 34     | 1      |
| 2022-2023       | Parma           | B               | 34+2       | 3+0        | CI              | 3               | 0               | -                  | -                  | -                  | -           | -           | -           | 39     | 3      |
| 2023-2024       | Parma           | B               | 35         | 2          | CI              | 2               | 0               | -                  | -                  | -                  | -           | -           | -           | 37     | 2      |
| 2024-2025       | Parma           | A               | 34         | 4          | CI              | 1               | 0               | -                  | -                  | -                  | -           | -           | -           | 35     | 4      |
| Totale Parma    | Totale Parma    | Totale Parma    | 137+2      | 10         |                 | 6               | 0               |                    | -                  | -                  |             | -           | -           | 145    | 10     |
| Totale carriera | Totale carriera | Totale carriera | 196+2      | 11         |                 | 8               | 0               |                    | -                  | -                  |             | -           | -           | 206    | 11     |

### Cronologia presenze e reti in nazionale
| Cronologia completa delle presenze e delle reti in nazionale ― Italia under 21 | Cronologia completa delle presenze e delle reti in nazionale ― Italia under 21 | Cronologia completa delle presenze e delle reti in nazionale ― Italia under 21 | Cronologia completa delle presenze e delle reti in nazionale ― Italia under 21 | Cronologia completa delle presenze e delle reti in nazionale ― Italia under 21 | Cronologia completa delle presenze e delle reti in nazionale ― Italia under 21 | Cronologia completa delle presenze e delle reti in nazionale ― Italia under 21 | Cronologia completa delle presenze e delle reti in nazionale ― Italia under 21 |
| Data                                                                           | Città                                                                          | In casa                                                                        | Risultato                                                                      | Ospiti                                                                         | Competizione                                                                   | Reti                                                                           | Note                                                                           |
| ------------------------------------------------------------------------------ | ------------------------------------------------------------------------------ | ------------------------------------------------------------------------------ | ------------------------------------------------------------------------------ | ------------------------------------------------------------------------------ | ------------------------------------------------------------------------------ | ------------------------------------------------------------------------------ | ------------------------------------------------------------------------------ |
| 6-9-2019                                                                       | Catania                                                                        | Italia under 21                                                                | 4 – 0                                                                          | Moldavia under 21                                                              | Amichevole                                                                     | -                                                                              | 67’                                                                            |
| 10-9-2019                                                                      | Castel di Sangro                                                               | Italia under 21                                                                | 5 – 0                                                                          | Lussemburgo under 21                                                           | Qual. Europeo Under-21 2021                                                    | -                                                                              |                                                                                |
| 10-10-2019                                                                     | Dublino                                                                        | Irlanda under 21                                                               | 0 – 0                                                                          | Italia under 21                                                                | Qual. Europeo Under-21 2021                                                    | -                                                                              |                                                                                |
| 16-11-2019                                                                     | Ferrara                                                                        | Italia under 21                                                                | 3 – 0                                                                          | Islanda under 21                                                               | Qual. Europeo Under-21 2021                                                    | -                                                                              |                                                                                |
| 19-11-2019                                                                     | Catania                                                                        | Italia under 21                                                                | 6 – 0                                                                          | Armenia under 21                                                               | Qual. Europeo Under-21 2021                                                    | 1                                                                              |                                                                                |
| 8-9-2020                                                                       | Kalmar                                                                         | Svezia under 21                                                                | 3 – 0                                                                          | Italia under 21                                                                | Qual. Europeo Under-21 2021                                                    | -                                                                              |                                                                                |
| 12-11-2020                                                                     | Reykjavík                                                                      | Islanda under 21                                                               | 1 – 2                                                                          | Italia under 21                                                                | Qual. Europeo Under-21 2021                                                    | -                                                                              |                                                                                |
| 15-11-2020                                                                     | Differdange                                                                    | Lussemburgo under 21                                                           | 0 – 4                                                                          | Italia under 21                                                                | Qual. Europeo Under-21 2021                                                    | -                                                                              |                                                                                |
| 18-11-2020                                                                     | Pisa                                                                           | Italia under 21                                                                | 4 – 1                                                                          | Svezia under 21                                                                | Qual. Europeo Under-21 2021                                                    | -                                                                              | 46’                                                                            |
| 24-3-2021                                                                      | Celje                                                                          | Rep. Ceca under 21                                                             | 1 – 1                                                                          | Italia under 21                                                                | Europeo Under-21 2021 - 1º turno                                               | -                                                                              | 90’                                                                            |
| 27-3-2021                                                                      | Maribor                                                                        | Spagna under 21                                                                | 0 – 0                                                                          | Italia under 21                                                                | Europeo Under-21 2021 - 1º turno                                               | -                                                                              | 51’                                                                            |
| 31-5-2021                                                                      | Lubiana                                                                        | Portogallo under 21                                                            | 5 – 3 dts                                                                      | Italia under 21                                                                | Europeo Under-21 2021 - Quarti di finale                                       | -                                                                              | cap.                                                                           |
| Totale                                                                         |                                                                                | Presenze                                                                       | 12                                                                             |                                                                                | Reti                                                                           | 1                                                                              |                                                                                |

| Cronologia completa delle presenze e delle reti in nazionale ― Italia under 20 | Cronologia completa delle presenze e delle reti in nazionale ― Italia under 20 | Cronologia completa delle presenze e delle reti in nazionale ― Italia under 20 | Cronologia completa delle presenze e delle reti in nazionale ― Italia under 20 | Cronologia completa delle presenze e delle reti in nazionale ― Italia under 20 | Cronologia completa delle presenze e delle reti in nazionale ― Italia under 20 | Cronologia completa delle presenze e delle reti in nazionale ― Italia under 20 | Cronologia completa delle presenze e delle reti in nazionale ― Italia under 20 |
| Data                                                                           | Città                                                                          | In casa                                                                        | Risultato                                                                      | Ospiti                                                                         | Competizione                                                                   | Reti                                                                           | Note                                                                           |
| ------------------------------------------------------------------------------ | ------------------------------------------------------------------------------ | ------------------------------------------------------------------------------ | ------------------------------------------------------------------------------ | ------------------------------------------------------------------------------ | ------------------------------------------------------------------------------ | ------------------------------------------------------------------------------ | ------------------------------------------------------------------------------ |
| 6-9-2018                                                                       | Łódź                                                                           | Polonia under 20                                                               | 0 – 3                                                                          | Italia under 20                                                                | Elite League Under-20                                                          | -                                                                              |                                                                                |
| 11-10-2018                                                                     | Wesham                                                                         | Inghilterra under 20                                                           | 2 – 1                                                                          | Italia under 20                                                                | Elite League Under-20                                                          | -                                                                              |                                                                                |
| 16-10-2018                                                                     | Crotone                                                                        | Italia under 20                                                                | 1 – 2                                                                          | Portogallo under 20                                                            | Elite League Under-20                                                          | -                                                                              | 13’                                                                            |
| 15-11-2018                                                                     | Sassuolo                                                                       | Italia under 20                                                                | 3 – 3                                                                          | Germania under 20                                                              | Elite League Under-20                                                          | -                                                                              | 58’                                                                            |
| 20-11-2018                                                                     | Katwijk                                                                        | Paesi Bassi under 20                                                           | 3 – 2                                                                          | Italia under 20                                                                | Elite League Under-20                                                          | -                                                                              |                                                                                |
| 21-3-2019                                                                      | Busto Arsizio                                                                  | Italia under 20                                                                | 0 – 1                                                                          | Rep. Ceca under 20                                                             | Elite League Under-20                                                          | -                                                                              | 46’                                                                            |
| 25-3-2019                                                                      | Kriens                                                                         | Svizzera under 20                                                              | 3 – 0                                                                          | Italia under 20                                                                | Elite League Under-20                                                          | -                                                                              | 46’                                                                            |
| 23-5-2019                                                                      | Danzica                                                                        | Messico under 20                                                               | 1 – 2                                                                          | Italia under 20                                                                | Mondiali Under-20 2019 - 1º turno                                              | -                                                                              |                                                                                |
| 26-5-2019                                                                      | Bydgoszcz                                                                      | Ecuador under 20                                                               | 0 – 1                                                                          | Italia under 20                                                                | Mondiali Under-20 2019 - 1º turno                                              | -                                                                              | 45’                                                                            |
| 2-6-2019                                                                       | Gdynia                                                                         | Italia under 20                                                                | 1 – 0                                                                          | Polonia under 20                                                               | Mondiali Under-20 2019 - Ottavi di finale                                      | -                                                                              |                                                                                |
| 7-6-2019                                                                       | Tychy                                                                          | Italia under 20                                                                | 4 – 2                                                                          | Mali under 20                                                                  | Mondiali Under-20 2019 - Quarti di finale                                      | -                                                                              |                                                                                |
| 11-6-2019                                                                      | Gdynia                                                                         | Ucraina under 20                                                               | 1 – 0                                                                          | Italia under 20                                                                | Mondiali Under-20 2019 - Semifinale                                            | -                                                                              |                                                                                |
| 14-6-2019                                                                      | Gdynia                                                                         | Italia under 20                                                                | 0 – 1 dts                                                                      | Ecuador under 20                                                               | Mondiali Under-20 2019 - Finale 3º posto                                       | -                                                                              |                                                                                |
| Totale                                                                         |                                                                                | Presenze                                                                       | 13                                                                             |                                                                                | Reti                                                                           | 0                                                                              |                                                                                |

## Palmarès

### Club

#### Competizioni giovanili
- Campionato Primavera: 1

Atalanta: 2018-2019
- Campionato Nazionale Under-17: 1

Atalanta: 2015-2016
- Supercoppa Under-17: 1

Atalanta: 2015-2016
- Torneo Internazionale Città di Gradisca - Trofeo Nereo Rocco: 1

Atalanta: 2016

#### Competizioni nazionali
- Campionato italiano di Serie B: 1  Parma: 2023-2024